# Campeonato Paraguayo de Fútbol 1921
El Campeonato Paraguayo de Fútbol de 1921 fue la decimoquinta edición del principal torneo de fútbol de Paraguay.
El campeón del torneo fue el Club Guaraní quienes obtuvieron su tercer campeonato en la primera categoría.

## Desarrollo
|  | Campeón.    |
|  | Descendido. |

| Equipo                |
| --------------------- |
| Club Guaraní          |
| Club Olimpia          |
| Club Cerro Porteño    |
| Atlántida Sport Club  |
| Club Sol de América   |
| Club Nacional         |
| Club Presidente Hayes |
| Club Libertad         |
| Club River Plate      |
| Atlético Triunfo      |

| Bandera de Paraguay  |
| Campeón Club Guaraní |
| Tercer título        |